# برناردو
برناردو (بالبرتغالية: Bernardo Fernandes da Silva Junior‏) (14 مايو 1995 في البرازيل - ) هو لاعب كرة قدم برازيلي في مركز الظهير. لعب مع آر بي لايبزيغ ونادي بونتي بريتا ونادي ريد بل سالزبورغ ونادي ليفيرينج وريد بول برازيل.

## وصلات خارجية
- برناردو على موقع قاعدة بيانات كرة القدم.إي يو (الإنجليزية)
- برناردو على موقع Soccerbase.com (لاعب) (الإنجليزية)
- برناردو على موقع Soccerway.com (الإنجليزية)
- برناردو على موقع عالم كرة القدم.نت (الإنجليزية)
- برناردو على موقع AS.com (الإسبانية)